# تولیمبا، کوئینزلند
تولیمبا (به انگلیسی: Thulimbah) یک شهرک در استرالیا است که در کوئینزلند واقع شده‌است.

## نگارخانه

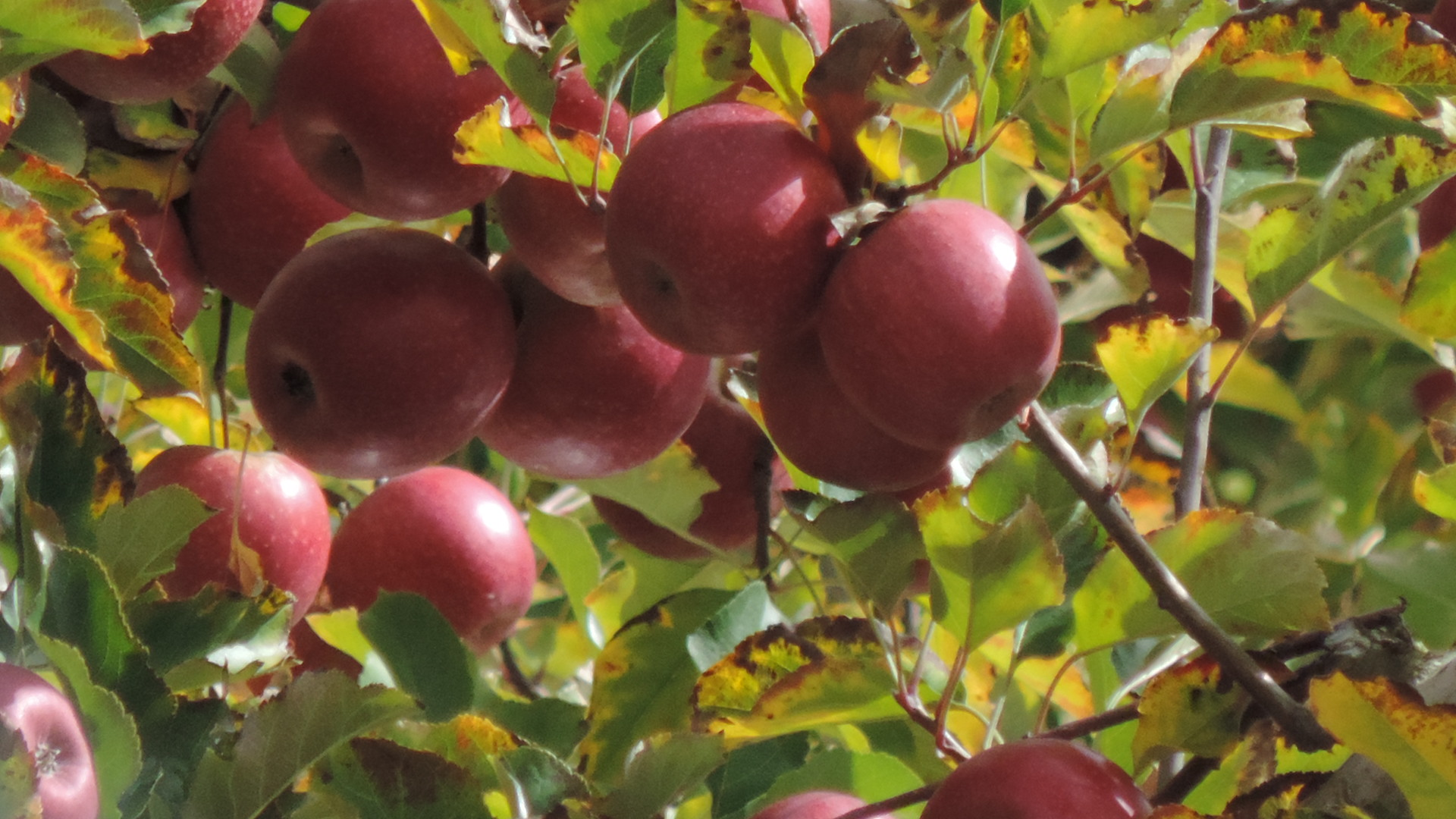
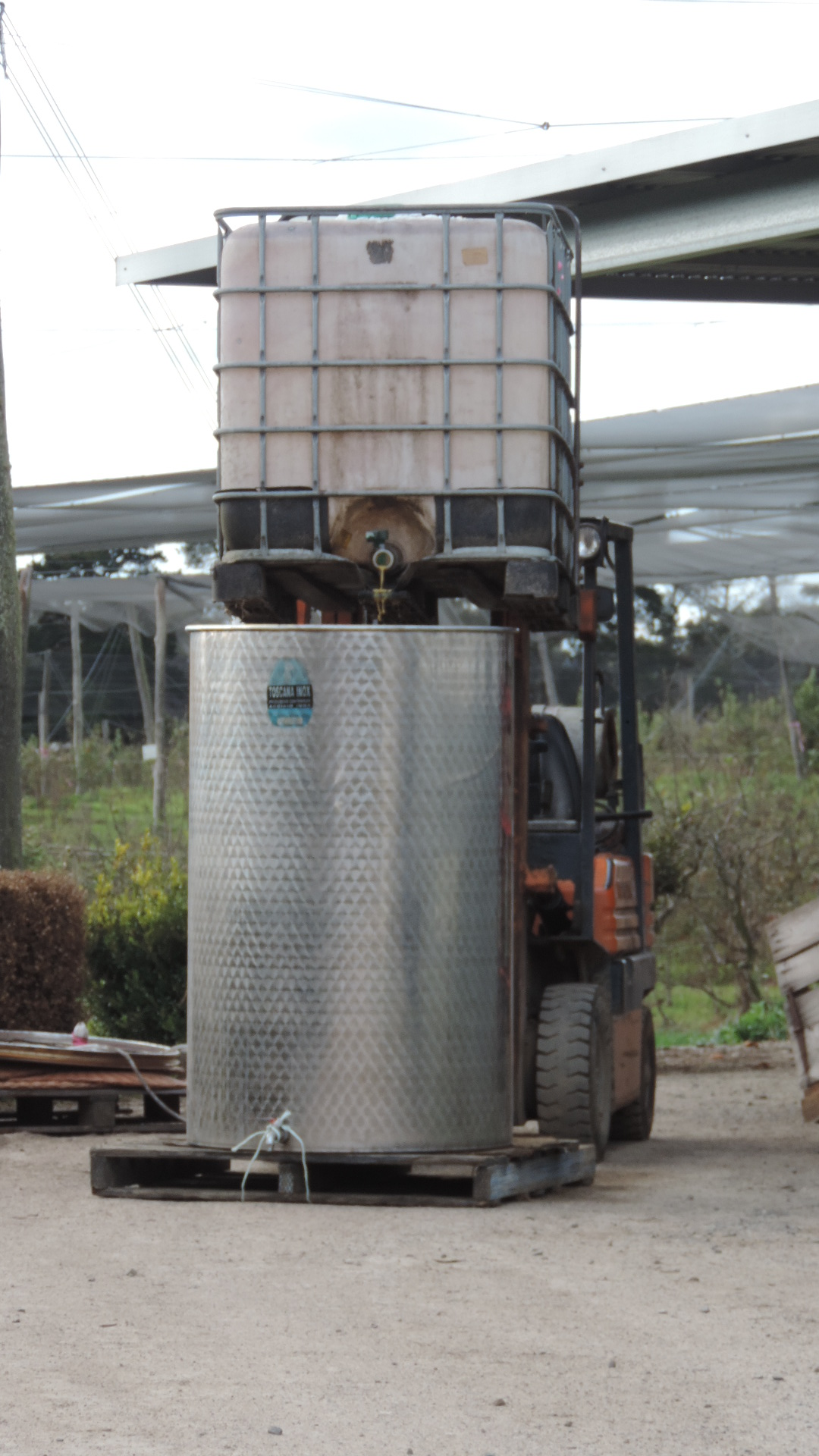
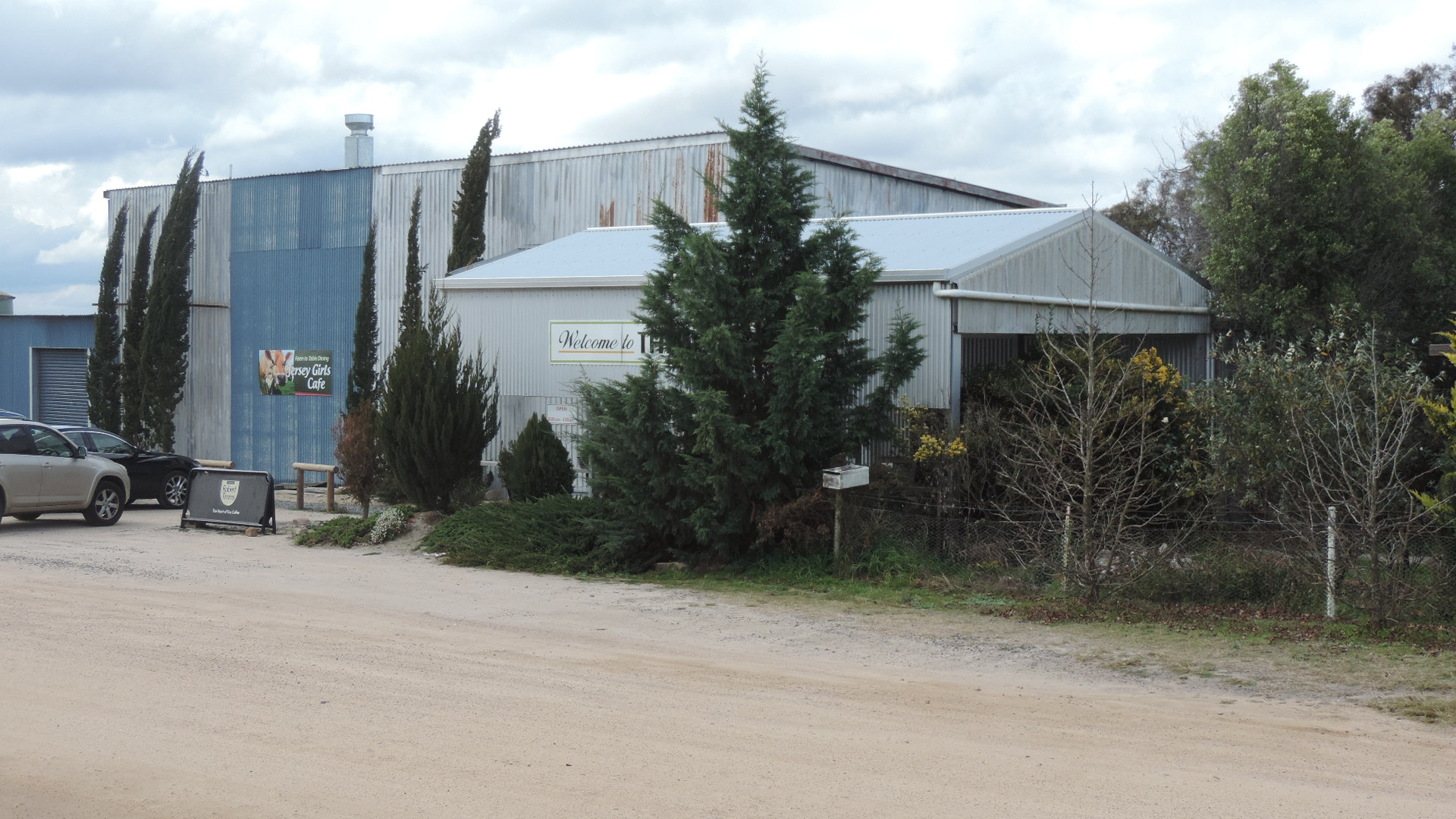
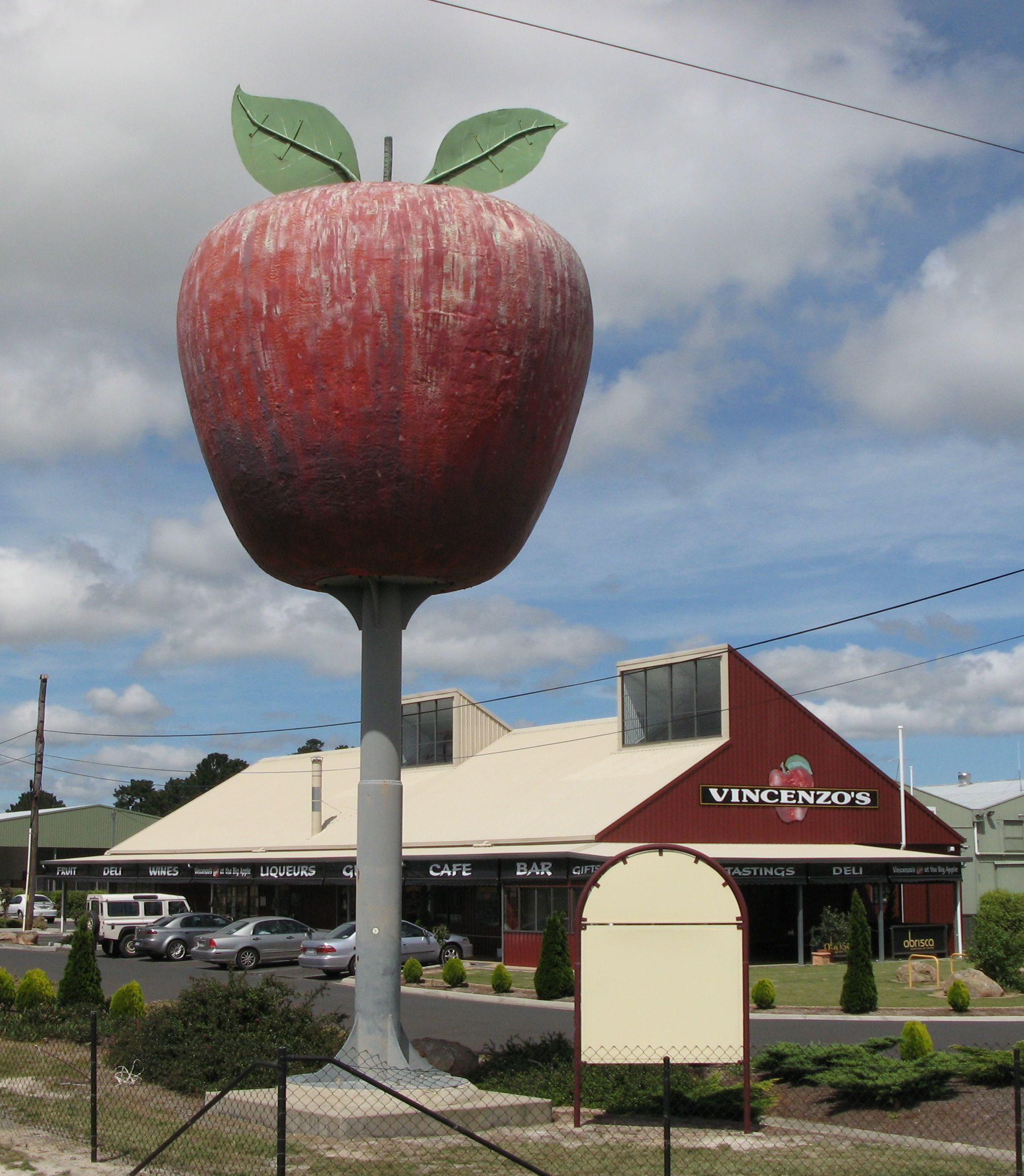